# Серра-ду-Перейру (микрорегион)

Серра-ду-Перейру на карте.

Серра-ду-Перейру (порт. Microrregião da Serra do Pereiro) — микрорегион в Бразилии, входит в штат Сеара. Составная часть мезорегиона Жагуариби. Население составляет 42 445 человек (на 2010 год). Площадь — 2 047,806 км². Плотность населения — 20,73 чел./км².

## Демография
Согласно сведениям, собранным в ходе переписи 2010 г. Национальным институтом географии и статистики (IBGE), население микрорегиона составляет:
| Полное население                             | Полное население                             | Полное население                             | Полное население                             | 42 445 |
| -------------------------------------------- | -------------------------------------------- | -------------------------------------------- | -------------------------------------------- | ------ |
| в том числе:                                 | Городское население                          | 21 413                                       | Процент городского населения, %              | 50,45  |
|                                              | Сельское население                           | 21 032                                       | Процент сельского населения, %               | 49,55  |
|                                              | Мужское население                            | 21 112                                       | Процент мужского населения, %                | 49,74  |
|                                              | Женское население                            | 21 333                                       | Процент женского населения, %                | 50,26  |
| Плотность населения, чел/км²                 | Плотность населения, чел/км²                 | Плотность населения, чел/км²                 | Плотность населения, чел/км²                 | 20,73  |
| Население микрорегиона в % к населению штата | Население микрорегиона в % к населению штата | Население микрорегиона в % к населению штата | Население микрорегиона в % к населению штата | 0,50   |

## Статистика
- Валовой внутренний продукт на 2003 составляет 71 876 736,00 реалов (данные: Бразильский институт географии и статистики).
- Валовой внутренний продукт на душу населения на 2003 составляет 1784,79 реалов (данные: Бразильский институт географии и статистики).
- Индекс развития человеческого потенциала на 2000 составляет 0,634 (данные: Программа развития ООН).

## Состав микрорегиона
В составе микрорегиона включены следующие муниципалитеты:
1. Эрере
2. Ирасема
3. Перейру
4. Потиретама